# Matthew Hilton
Pour les articles homonymes, voir Hilton.
Matthew Hilton est un boxeur québécois ancien champion du monde des poids super-welters né à Montréal le 17 décembre 1965.

## Carrière
Il remporte le titre IBF dans la catégorie super welters le 27 juin 1987 à Montréal face à Buster Drayton par decision unanime en 15 rounds puis bat le 16 octobre 1987 à Atlantic City (New Jersey) Jack Callahan par KO au deuxième round pour sa première défense.
Il perd sa ceinture l'année suivante face à Robert Hines et échouera dans sa tentative de devenir champion WBO des poids moyens face à Doug DeWitt le 15 janvier 1990.